# Wasserschloss Wilkinghege

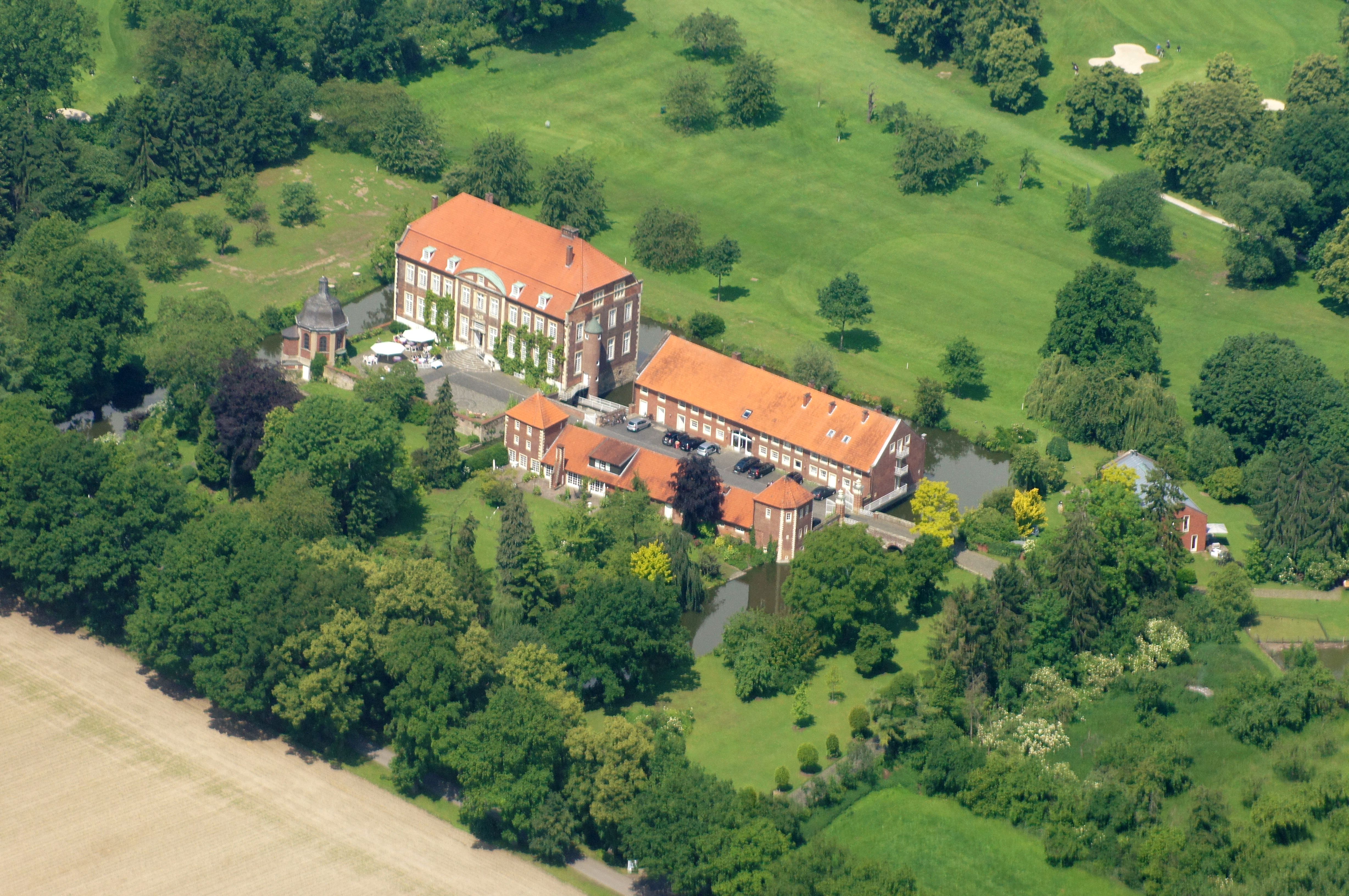
Luftansicht des Wasserschlosses Wilkinghege

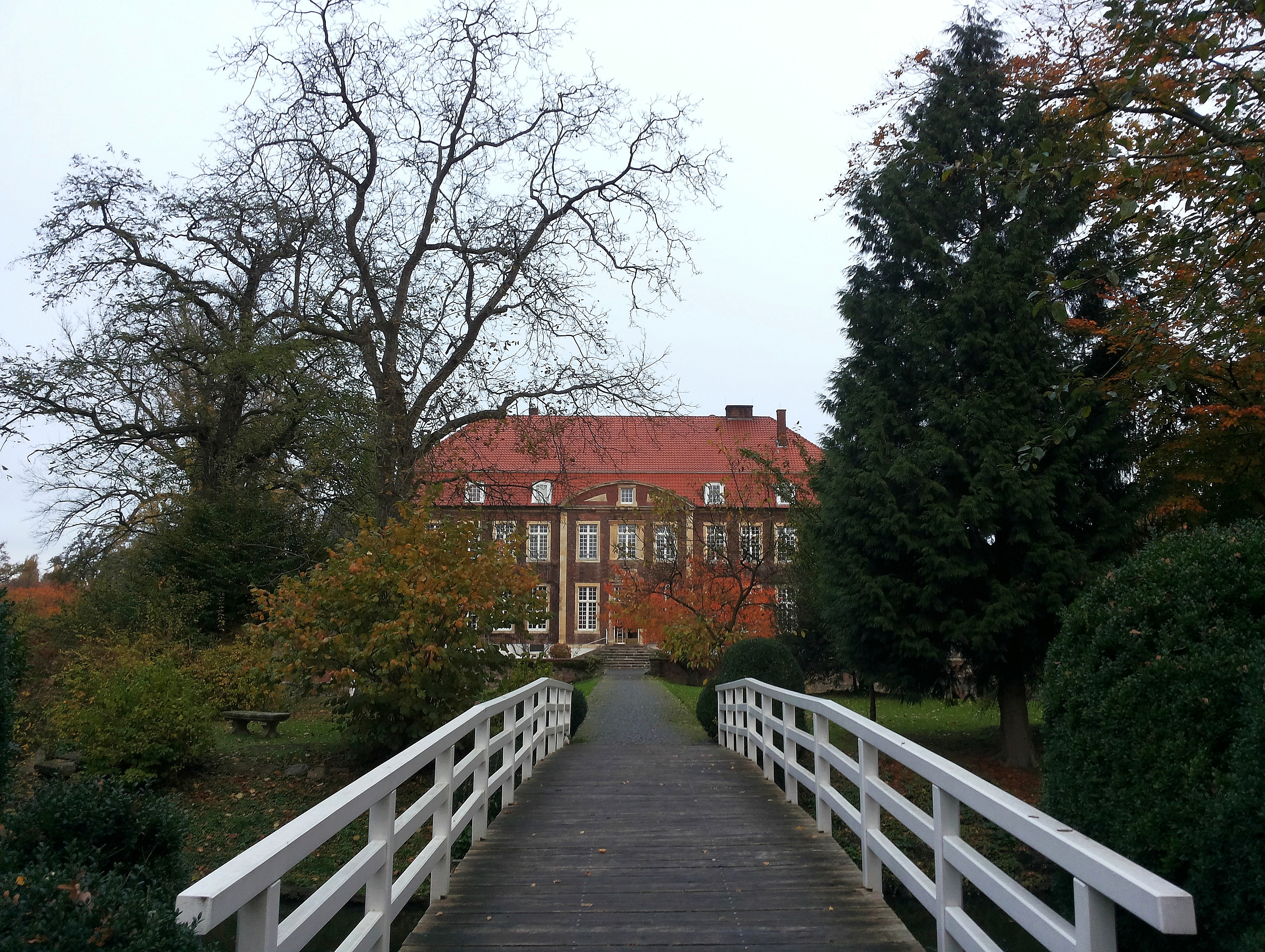
Fernansicht

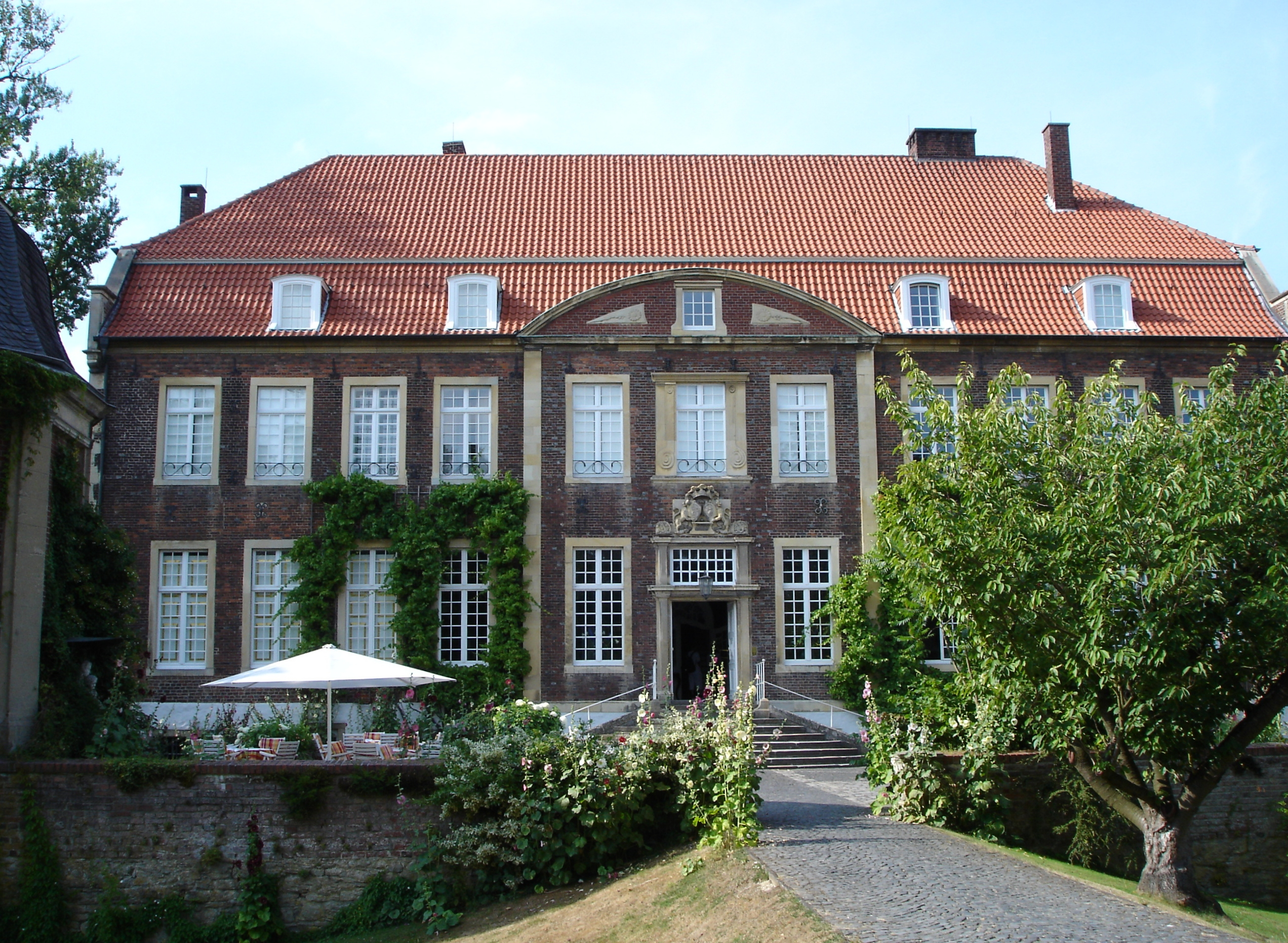
Wasserschloss Wilkinghege (Vorderansicht)

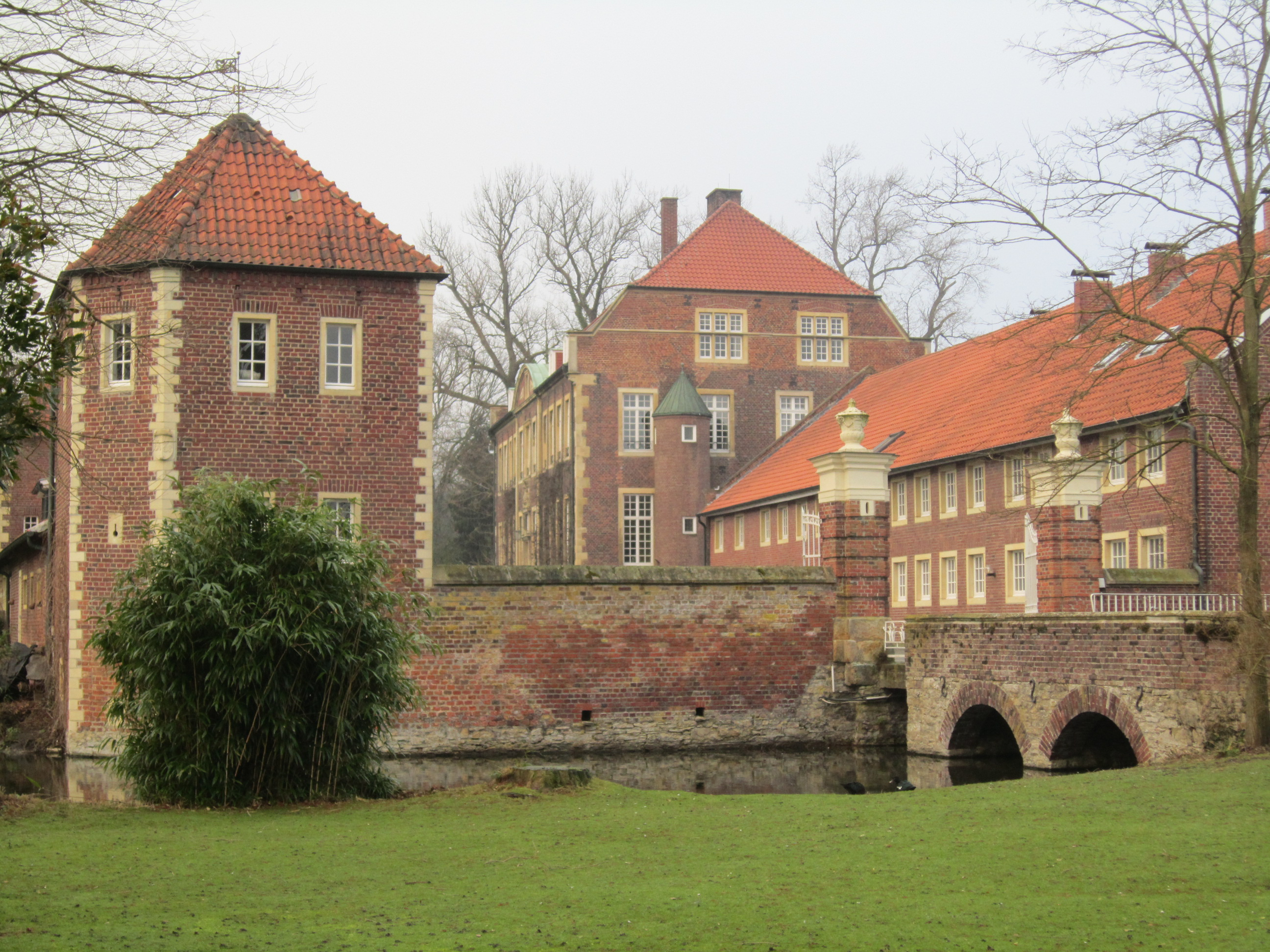
Wasserschloss Wilkinghege (Seitenansicht)

Das Wasserschloss Wilkinghege ist ein ehemaliger, im Stile der Spätrenaissance erbauter Landsitz im Stadtteil Kinderhaus der westfälischen Stadt Münster. Seit 1955 beherbergt es ein Hotel mit einem angeschlossenen Golfplatz. Das Gebäude ist denkmalgeschützt.

## Geschichte
Ursprünglich stand an gleicher Stelle eine Wasserburg, die bereits im Jahre 1311 das erste Mal urkundlich erwähnt wurde. Sie gehörte als Lehnsgut der Familie von Rhemen zu Barensfeld und wurde noch im 14. Jahrhundert an die Herren von Cleyhorst, Erbmänner zu Münster, übertragen. 1545 hat Heinrich I. von Droste zu Hülshoff Wilkinghege gekauft, aber sogleich wieder eingetauscht.
Ab 1550 entstand an der Stelle der alten Wasserburg ein Landsitz in Form eines Wasserschlosses. Erbaut wurde es von der Familie von Steveninck zu Broich, Erbmänner zu Münster. Im Jahr 1719 erfolgte ein Umbau durch Gottfried Laurenz Pictorius im Stile des Barocks. Den Auftrag hierzu erteilten der Herr von Harde und seine Gemahlin Katharina von Keppel. In den darauffolgenden Jahren wechselte das Schloss mehrfach seinen Besitzer, gelangte im Jahr 1779 jedoch wieder in den Besitz der Familie Rhemen zu Barenfeld.
Nach dem Aussterben der Familie wechselte das Schloss erneut seinen Besitzer. Einer der Bewohner und Bewirtschafter war Werner-Constantin Freiherr Droste zu Hülshoff, Bruder der Dichterin Annette von Droste-Hülshoff. Neuer Eigentümer wurde die Familie Winnecken, denen es mitsamt dem dazugehörigen Gut noch immer gehört. Bis 1955 folgte eine Nutzung als Landgut, bevor es in ein Hotel mit Restaurant umgewandelt wurde. Norbert Winnecken übernahm 1956 die Leitung des Hotels. Kurz nach dieser Umwandlung kam es im Jahre 1958 zu einem Brand des Gebäudes. Der Wiederaufbau erfolgte nahezu originalgetreu, so dass der Schlosscharakter erhalten blieb. Seit 1967 wurde das Hotel von Lubert Winnecken (* April/Mai 1941, † 16. April 2022), dem Sohn von Norbert Winnecken, zusammen mit seiner Frau Hede geleitet. Die alten Wirtschaftsgebäude des Landgutes wurden ab 1970 zu Hotelzimmern umgebaut. 1972 wurden sie in den Hotelbereich integriert. Ab 1990 erfolgte eine Reduzierung der Bettenanzahl, um so durch eine Umgestaltung hin zu größeren Suiten und Zimmern höhere Ansprüche der Gäste erfüllen zu können. Das Hotel wird inzwischen von Rembert Winnecken, Lubert Winneckens ältestem Sohn, zusammen mit dessen Frau Getha geleitet. Das Vier-Sterne-Hotel wird regelmäßig am Vorabend der Verleihung des Internationalen Preises des Westfälischen Friedens zu einem gemeinsamen Abendessen der Gäste genutzt.

## Bekannte Gäste
Im Laufe der Jahrhunderte waren viele bekannte Persönlichkeiten auf der Burg und später dem Wasserschloss zu Gast. Darunter waren:
- Fürstbischof Franz von Waldeck
- Fürstbischof Christoph Bernhard von Galen
- General Jean-Baptiste Kléber
- Franz von Fürstenberg
- Dichterin Annette von Droste-Hülshoff
- König Willem-Alexander und Königin Máxima der Niederlande im Rahmen eines Deutschlandbesuchs